# محوطه کفتار خون
محوطه کفتار خون مربوط به دوره پارینه‌سنگی میانی است و در ۶ کیلومتری جنوب غربی کاشان، ۲ کیلومتری سمت چپ جاده دره واقع شده است. ارتفاع آن از سطح دریا ۱۲۰۰ متر است و مساحت پراکنش آثار دوره پارینه سنگی میانی در آن حدود دو هکتار است. این محوطه در بررسیهای باستان شناسی منطقه در طرح بازنگری سیلک در سال ۱۳۸۲ توسط فریدون بیگلری و سامان حیدری شناسایی شد. این اثر مهم در سالهای اخیر به علت گسترش معدن سنگ تراورتن در خطر قرار گرفته است.در سالهای ۱۳۹۸ تا ۱۳۹۹ نزدیک به نیم هکتار از محوطه پارینه سنگی به علت گسترش معدن تراورتن به داخل محوطه از بین رفت. این محوطه باستانی در تاریخ ۲۳ بهمن ۱۳۸۵ با شمارهٔ ثبت ۱۷۳۲۱ به‌عنوان یکی از آثار ملی ایران به ثبت رسیده است.